# NGC 522
NGC 522 je galaksija u zviježđu Ribe.

## Vanjske poveznice
- SEDS: NGC 0522